# Stato ambientale dei corsi d'acqua
Lo stato ambientale dei corsi d'acqua (SACA) è un indicatore che sintetizza i dati relativi all'inquinamento chimico-fisico e alle alterazioni dell'ecosistema dei corsi d'acqua.

Viene determinato incrociando lo stato ecologico dei corsi d'acqua (o SECA, un indice dello stato ecologico degli ecosistemi acquatici) con il loro stato chimico, il quale esprime invece l'eventuale presenza nelle acque di sostanze chimiche pericolose, persistenti e/o bioaccumulabili.
La classificazione dei corsi d'acqua in base al SACA è prevista dalla tabella 9 dell'allegato 1 al D.lgs. numero 152/1999.

I possibili valori che può assumere il SACA e i loro significati, anch'essi elencati nell'allegato 1 al D.lgs. 152/1999, sono i seguenti:
- Elevato:  «Non si rilevano alterazioni dei valori di qualità degli elementi chimico-fisici ed idromorfologici per quel dato tipo di corpo idrico in dipendenza degli impatti antropici, o sono minime rispetto ai valori normalmente associati allo stesso ecotipo in condizioni indisturbate. La qualità biologica sarà caratterizzata da una composizione e un'abbondanza di specie corrispondente totalmente o quasi alle condizioni normalmente associate allo stesso ecotipo. La presenza di microinquinanti, di sintesi e non di sintesi, è paragonabile alle concentrazioni di fondo rilevabili nei corpi idrici non influenzati da alcuna pressione antropica.»

- Buono:  «I valori degli elementi della qualità biologica per quel tipo di corpo idrico mostrano bassi livelli di alterazione derivanti dall'attività umana e si discostano solo leggermente da quelli normalmente associati allo stesso ecotipo in condizioni non disturbate. La presenza di microinquinanti, di sintesi e non di sintesi, è in concentrazioni da non comportare effetti a breve e lungo termine sulle comunità biologiche associate al corpo idrico di riferimento.»

- Sufficiente:  «I valori degli elementi della qualità biologica per quel tipo di corpo idrico si discostano moderatamente da quelli di norma associati allo stesso ecotipo in condizioni non disturbate. I valori mostrano segni di alterazione derivanti dall'attività umana e sono sensibilmente più disturbati che nella condizione di "buono stato". La presenza di microinquinanti, di sintesi e non di sintesi, è in concentrazioni da non comportare effetti a breve e lungo termine sulle comunità biologiche associate al corpo idrico di riferimento.»

- Scadente:  «Si rilevano alterazioni considerevoli dei valori degli elementi di qualità biologica del tipo di corpo idrico superficiale, e le comunità biologiche interessate si discostano sostanzialmente da quelle di norma associate al tipo di corpo idrico superficiale inalterato. La presenza di microinquinanti, di sintesi e non di sintesi, è in concentrazioni da comportare effetti a medio e lungo termine sulle comunità biologiche associate al corpo idrico di riferimento.»

- Pessimo:  «I valori degli elementi di qualità biologica del tipo di corpo idrico superficiale presentano alterazioni gravi e mancano ampie porzioni delle comunità biologiche di norma associate al tipo di corpo idrico superficiale inalterato. La presenza di microinquinanti, di sintesi e non di sintesi, è in concentrazioni tali da produrre gravi effetti a breve e lungo termine sulle comunità biologiche associate al corpo idrico di riferimento.»